# Ulva
Ulva är en by i sydligaste delen av Bälinge socken cirka 7 km norr om Uppsala i Uppsala kommun. I byn ligger Ulva kvarn som bedrev kvarnverksamhet i olika former mellan 1200-talets slut och 1963. Sedan 1984 finns en hantverksby med olika aktiviteter i kvarnens byggnader.

## Historia

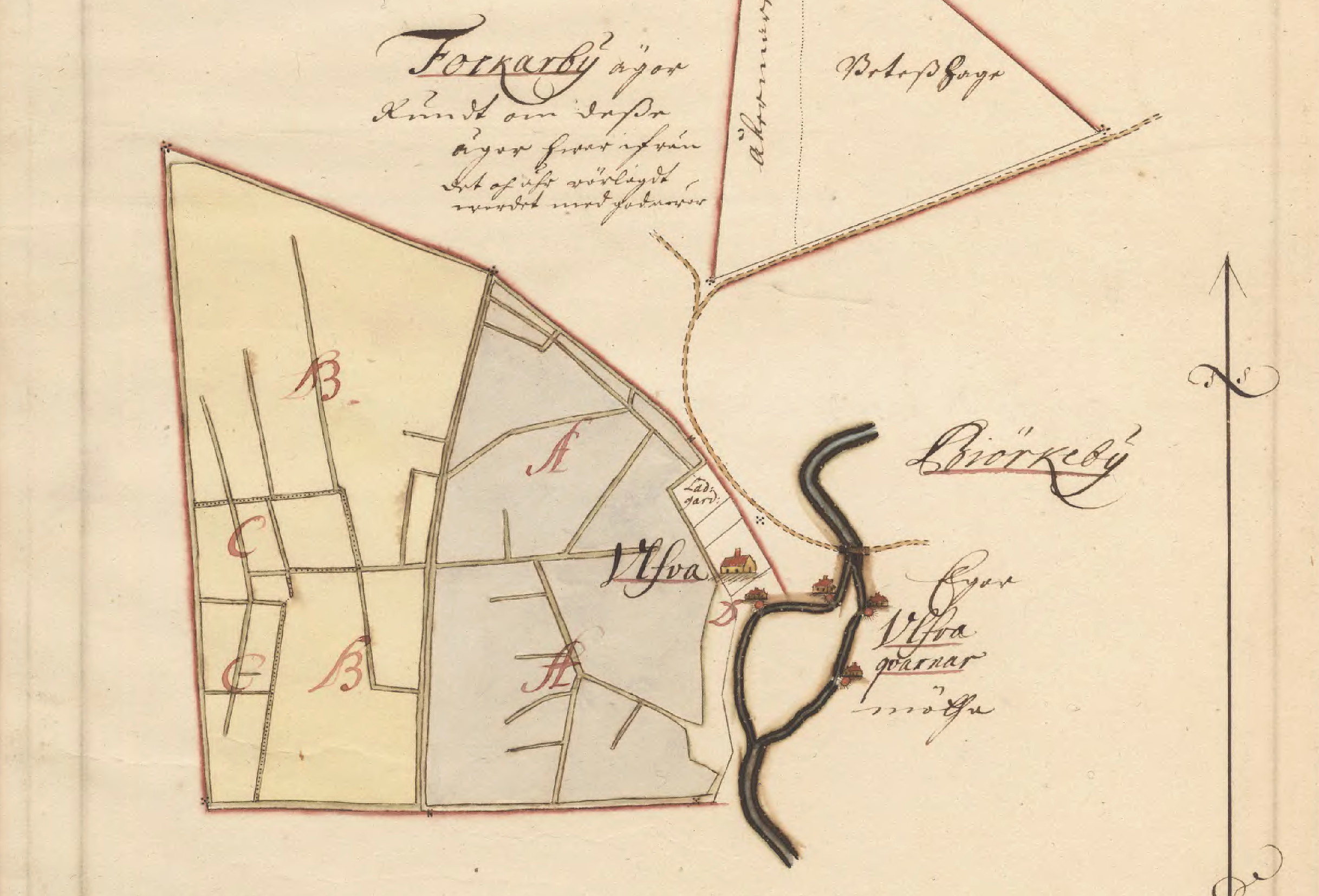
"Ulfva Qvarnar", 1690.

Namnet ”Ulva” härrör från den tiden då platsen var ett vadställe över Fyrisån. Här kunde man se bland annat vargen (ulven) ta sig över vattnet. 
Ulva kvarn är en vattenkvarn som hämtade sin vattenkraft från Fyrisån som här utvecklar ett fall på fyra meter, Upplands högsta. En kvarnverksamhet omtalas redan på 1300-talet (första gången omnämnt i skrift 1275). Under 1500-talet var stället kronoegendom som under 1600-talet donerades till Uppsala universitet. På en karta från 1690 framgår att det fanns här fyra olika vattenkvarnar.
Det nuvarande kvarnhuset, den stora vitputsade stenbyggnaden i 2½ våningar, uppfördes mellan 1757 och 1759. Vid sekelskiftet 1900 fanns här även herrgård, sågverk, vävstuga och ett litet jordbruk samt järnbruk och gjuteri. Kvarnrörelsen övergick i privat ägo 1929 och drevs fram till 1963, då den såldes till kommunen av den siste mjölnaren David Karlsson. Kommunen köpte upp Ulva kvarn för fallrätten, då det var av vikt för Uppsalas dricksvattenförsörjning eftersom Fyrisåns vatten pumpas upp genom Uppsalaåsen. Huvudbyggnaden  brann 1998 och fick därefter rustas och renoveras för att återinvigas 1999.

## Samhället
Ulva fungerar sedan 1984 som hantverksby med hantverkare, butiker, kafé och restaurang. I huvudbyggnaden ligger antikmarknaden Ulva diversehandel och högst upp Glashyttan Ulven som etablerades 1984. Omgivningen runt Ulva är ett omtyckt rekreationsområde året runt. På sommaren finns även badmöjligheter. Första helgen i september hålls den årliga Ulva marknad. Av Upsala Nya Tidnings läsare har Ulva kvarn röstats fram som Uppsalas smultronställe nummer 1.

### Noter

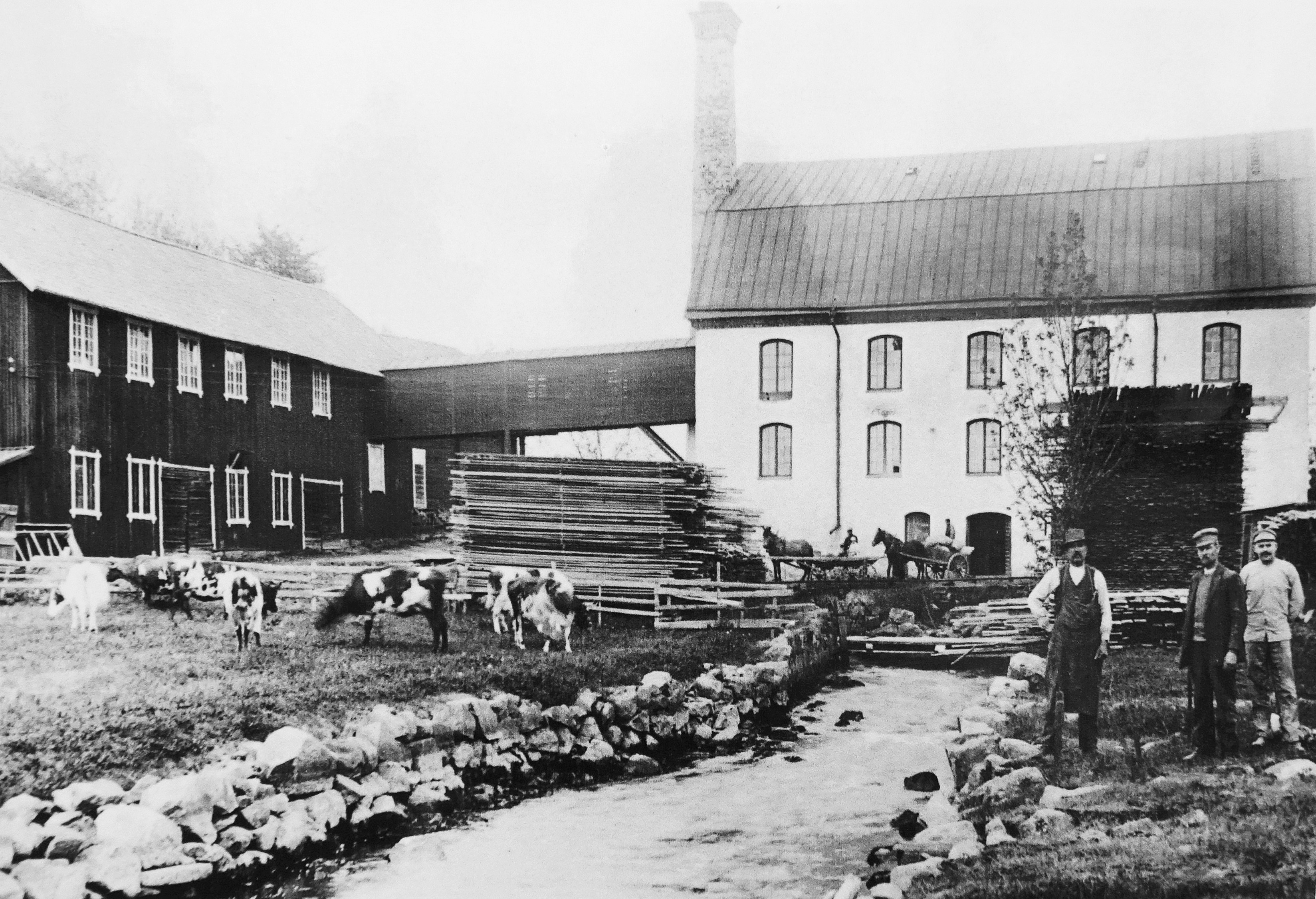
Ulva kvarn i början av 1900-talet.

## Vattenkraftverk
I Ulva finns också ett vattenkraftverk som levererar ungefär 200 kW elektrisk effekt, med en årlig produktion på 800 MWh vilket innebär en kapacitetsfaktor på knappt 50 %. Den ägs av Ulva Kraft Aktiebolag vilket i sin tur har privata ägare.

## Bilder

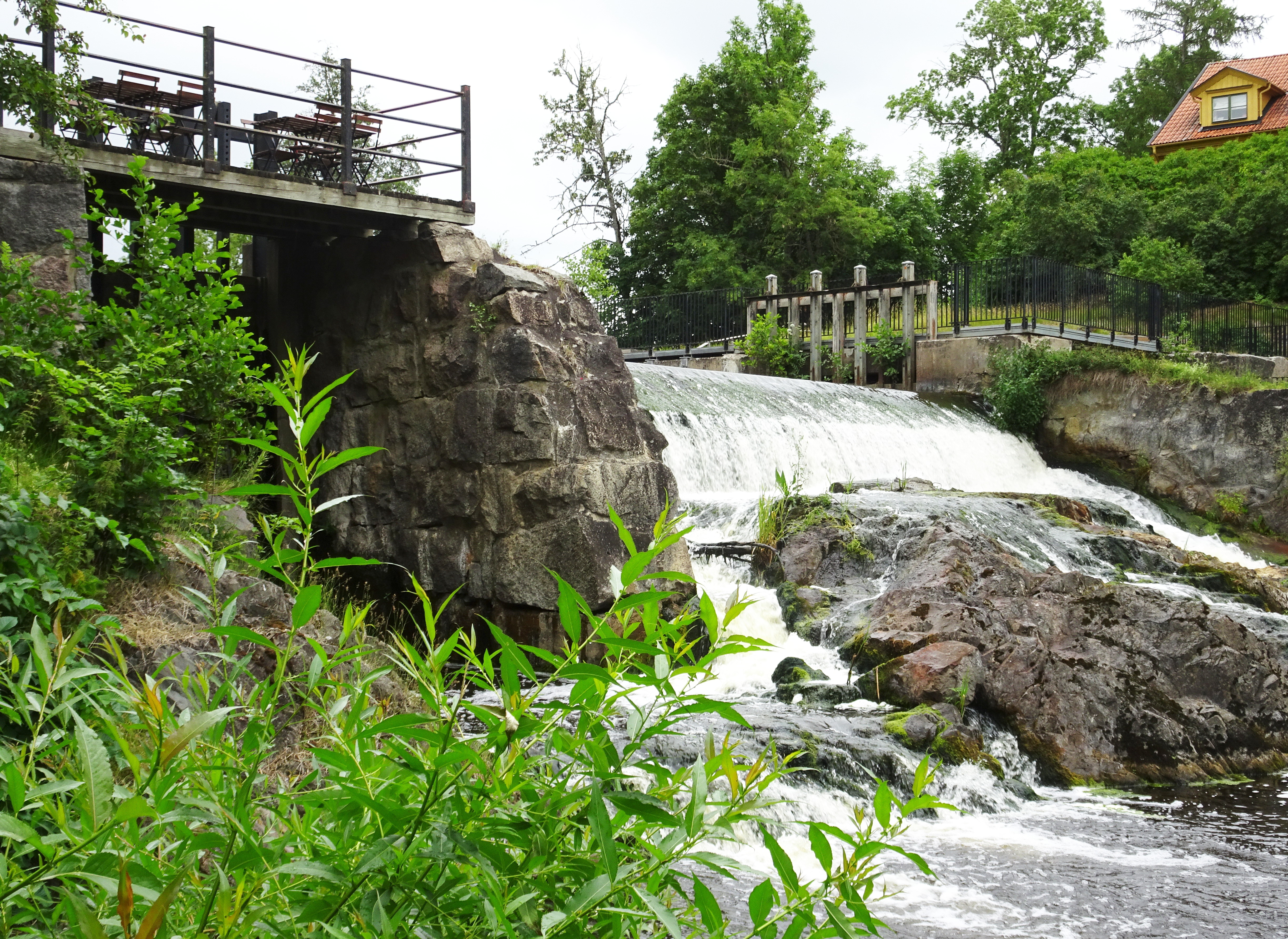
Vattenfallet.
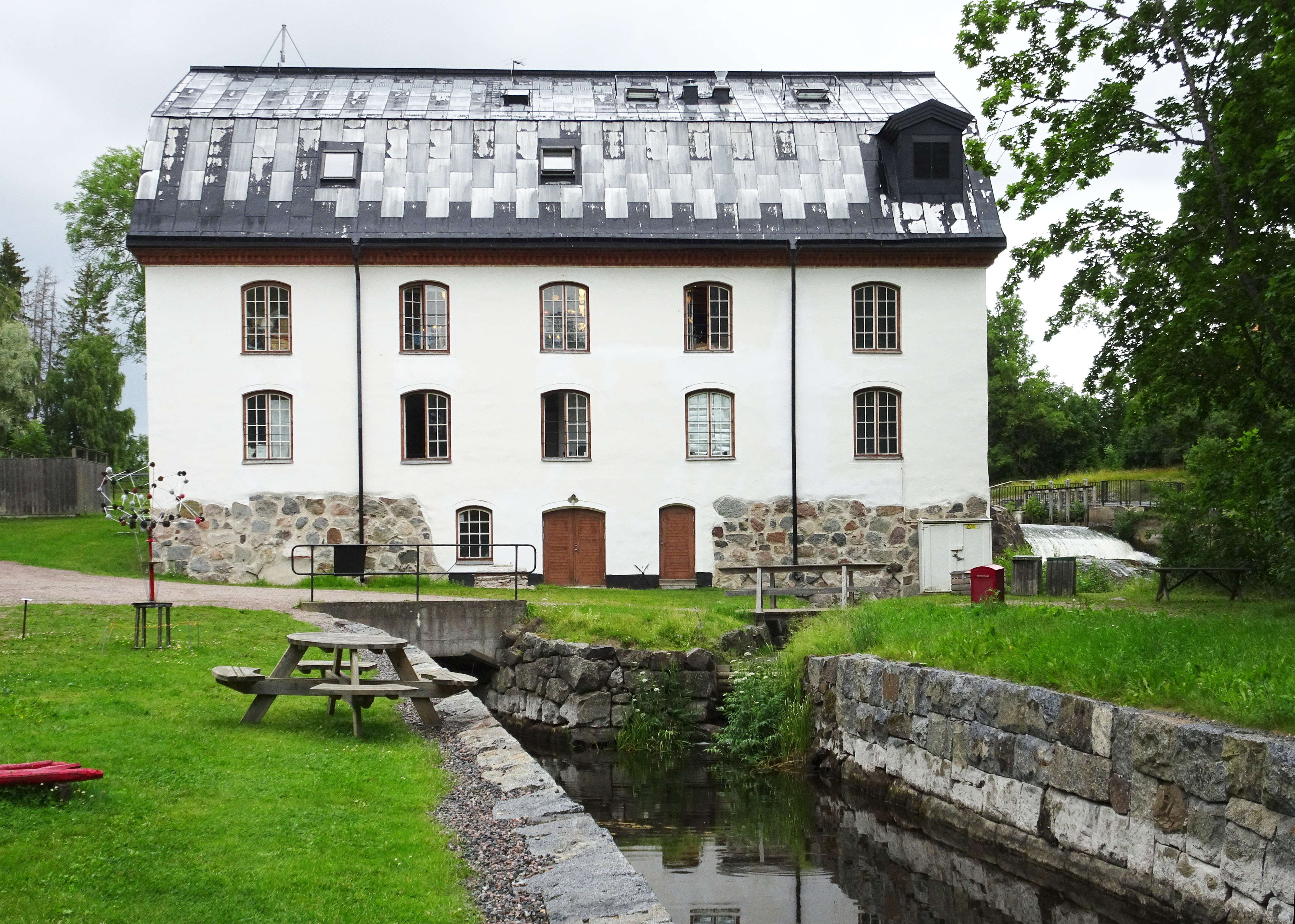
Huvudbyggnad.
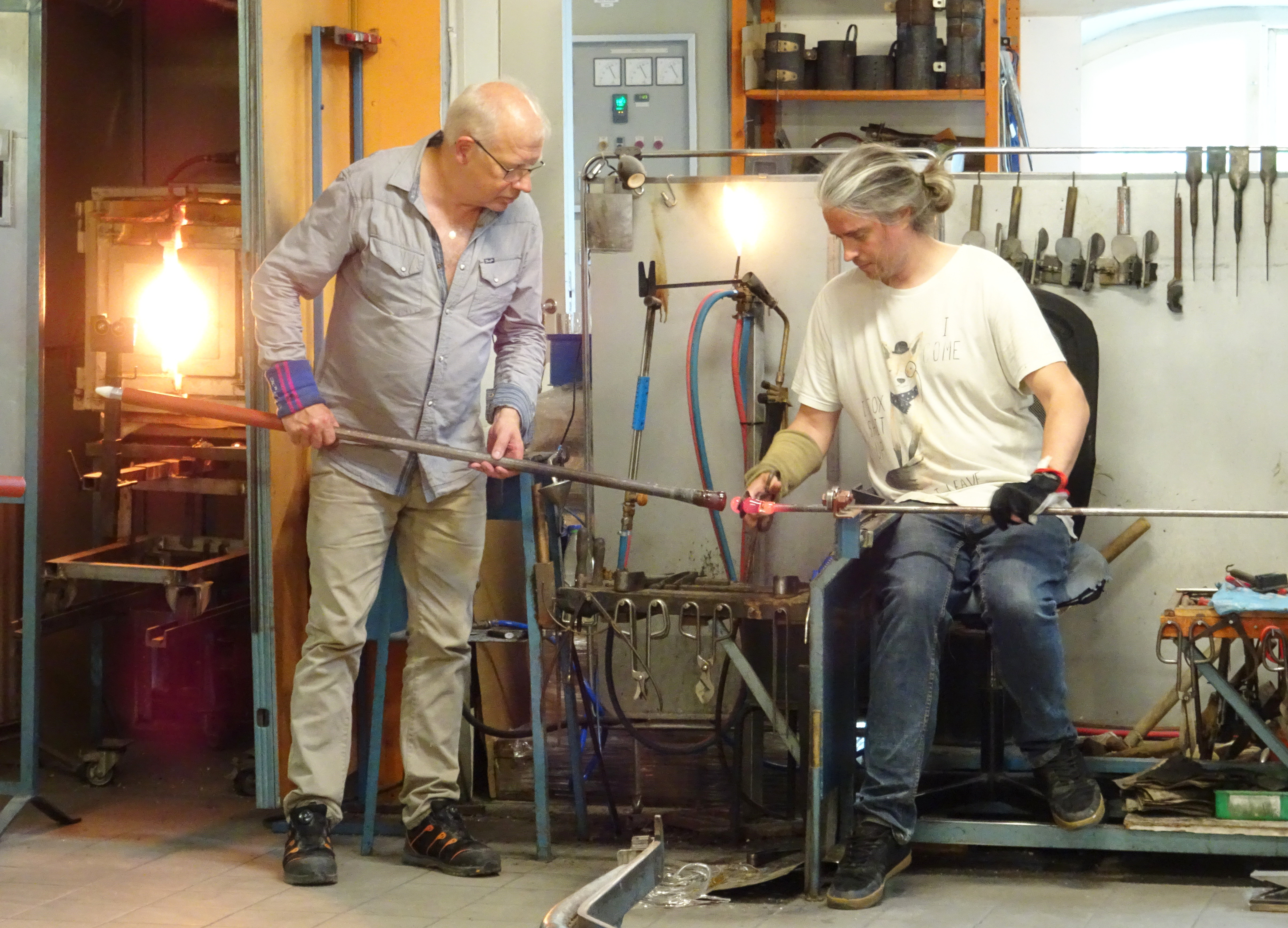
Glashyttan.
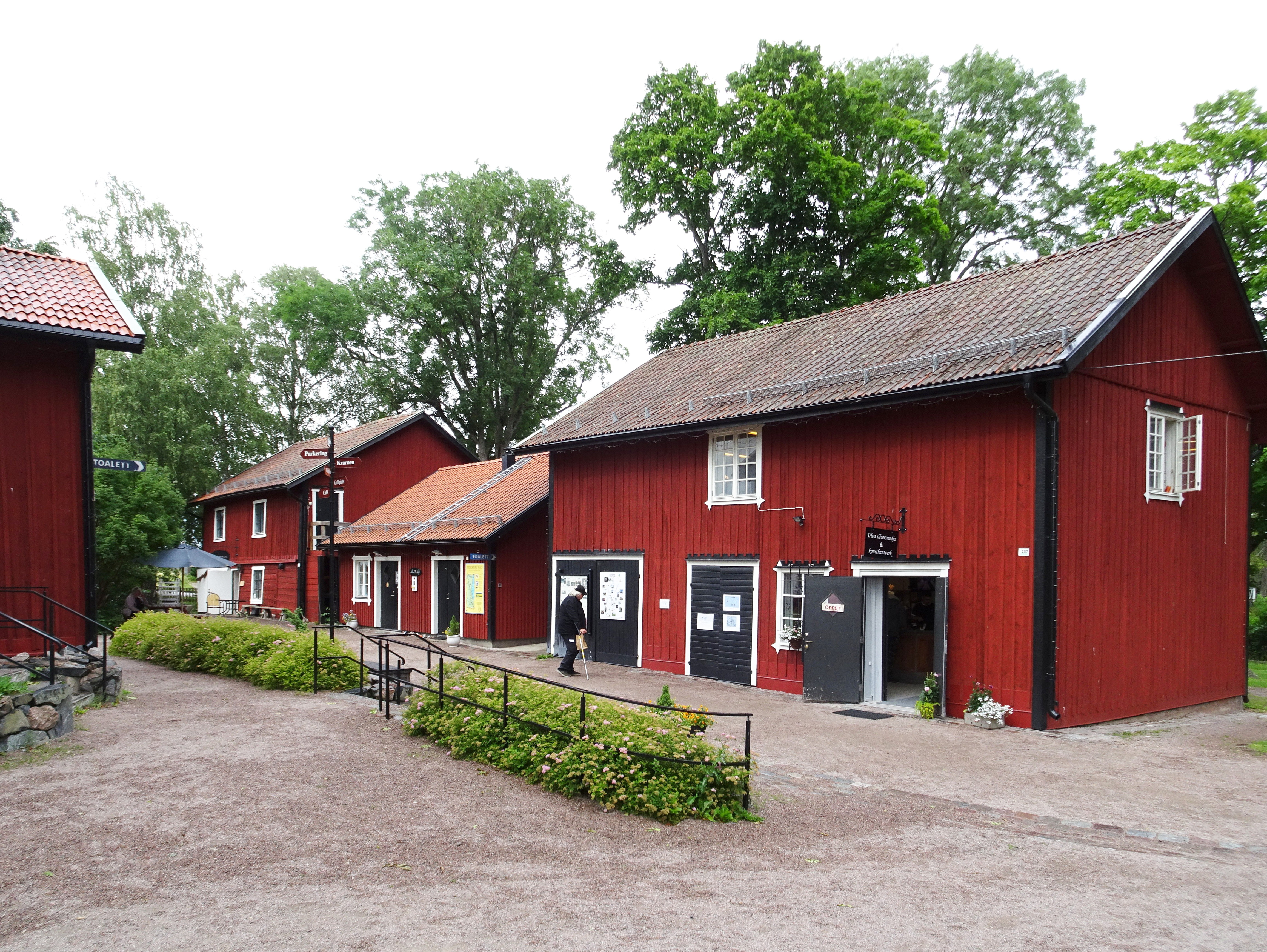
Hantverksbyn.